# Jerome Blake
Jerome Blake, född den 18 augusti 1995 i Buff Bay, är en kanadensisk friidrottare som tävlar i kortdistanslöpning.
Blake ingick i det kanadensiska stafettlag som tog silver på 4x100 meter vid OS 2020. Vid världsmästerskapen i friidrott 2022 ingick han i laget som tog guld på 4 x 100 meter, och vid OS 2024 tog han guld på den korta stafetten med det kanadensiska laget.